# 岸辺露伴は叫ばない 短編小説集
『岸辺露伴は叫ばない 短編小説集』（きしべろはんはさけばない たんぺんしょうせつしゅう）は、荒木飛呂彦による短編漫画シリーズ『岸辺露伴は動かない』を原作とした日本の短編小説集。続編の『岸辺露伴は戯れない 短編小説集』についても本項で解説する。
著者は維羽裕介、北國ばらっど、宮本深礼、吉上亮の4名で、維羽は『岸辺露伴は叫ばない』のみの寄稿となっている。

## 概要
『岸辺露伴は動かない』のノベライズ作品として、『ウルトラジャンプ』2017年8月号に『幸福の箱』『くしゃがら』『Blackstar.』、2017年9月号に『検閲方程式』『夕柳台』、2018年1月号に『血栞塗』『シンメトリー・ルーム』の計7作品が各号の付録の小冊子に掲載された。
このうち『くしゃがら』『Blackstar.』『血栞塗』『検閲方程式』の四作品と、書きおろし作品『オカミサマ』が短編小説集として2018年6月19日に『岸辺露伴は叫ばない』のタイトルでJUMP j BOOKSから単行本化。
短編小説集の第2弾として『幸福の箱』『夕柳台』『シンメトリー・ルーム』と書きおろし作品『楽園の落穂』が2018年7月19日に『岸辺露伴は戯れない』のタイトルで単行本化された。
初出となった付録小冊子『岸辺露伴は動かない短編小説集(1)』『(2)』『(3)』は、「集英社UJ文庫」という独自レーベルで製本されたもの。通常の文庫本のようにカバーが付属して奥付も書かれている。通常レーベルは「集英社文庫」「集英社コミック文庫」であり、UJ文庫は通常存在しない特殊製本である。非売品・ウルトラジャンプ本誌と分売不可とされており、UJのデジタル版では読むことができない。

## 作品リスト
| 収録                   | タイトル             | 著者         | 発表                        | 実写化 | 備考 |
| ---------------------- | -------------------- | ------------ | --------------------------- | ------ | ---- |
| 『岸辺露伴は叫ばない』 | くしゃがら           | 北國ばらっど | ウルトラジャンプ2017年8月号 | 〇     |      |
| 『岸辺露伴は叫ばない』 | Blackstar.           | 吉上亮       | ウルトラジャンプ2017年8月号 |        |      |
| 『岸辺露伴は叫ばない』 | 血栞塗               | 宮本深礼     | ウルトラジャンプ2018年1月号 |        |      |
| 『岸辺露伴は叫ばない』 | 検閲方程式           | 維羽裕介     | ウルトラジャンプ2017年9月号 |        |      |
| 『岸辺露伴は叫ばない』 | オカミサマ           | 北國ばらっど | 書きおろし                  |        |      |
| 『岸辺露伴は戯れない』 | 幸福の箱             | 北國ばらっど | ウルトラジャンプ2017年8月号 |        |      |
| 『岸辺露伴は戯れない』 | 夕柳台               | 宮本深礼     | ウルトラジャンプ2017年9月号 |        |      |
| 『岸辺露伴は戯れない』 | シンメトリー・ルーム | 北國ばらっど | ウルトラジャンプ2018年1月号 |        |      |
| 『岸辺露伴は戯れない』 | 楽園の落穂           | 吉上亮       | 書きおろし                  |        |      |

## 『岸辺露伴は叫ばない』収録作品

### くしゃがら
『ウルトラジャンプ』2017年8月号に掲載された、北國ばらっどによる短編作品。
2020年12月には、高橋一生主演の『岸辺露伴は動かない』の一篇としてNHK総合テレビ・NHK BS4Kにて実写ドラマ化された。3日連続放送のうち、同年12月29日に放送された第2話の原作となっている。
あらすじ
「カフェ ドゥ・マゴ」で新作のネタの整理をしようとしていた露伴は、同じくネタ作りのために店を訪れた漫画家の志士十五に捕まってしまい、おしゃべりに付き合わされる。十五は世間話とともに自分の担当編集者が替わった話を始め、新しい担当から禁止用語のリストを渡されたが、その中に「くしゃがら」という聞きなれない言葉を見つけたと語る。その言葉の意味も禁止理由もわからなかった十五は「くしゃがら」について様々な手段で調べようとするがまったく分からず、露伴にも「くしゃがら」について尋ねたうえでもし手がかりが見つかればすぐ教えてもらえるように頼み、露伴もそれを了承した。約1か月後、露伴は古書店で偶然十五と再会するが、異常なほど「くしゃがら」に執着する十五に露伴はただ事ではないと感じ、彼に何が起こっているのかを調べようとする。
登場人物
岸辺 露伴（きしべ ろはん）
演 - 高橋一生
杜王町に住む人気漫画家。「カフェ ドゥ・マゴ」を訪れた際に偶然会った志士十五から「くしゃがら」という禁止用語についての話を聞く。
露伴も好奇心から仕事に差しさわりの無い範囲内で調べるも何もわからなかったが、約1か月ぶりに古本屋で志士十五と再会したことでその言葉の起こす怪現象に巻き込まれる。
志士十五（しし じゅうご）
演 - 森山未來
集英社で仕事をしている漫画家。志士十五はペンネームで本名は西桂太郎（にし けいたろう）。ペンネームの由来は答えを間違った九九の「四四十五」で、「人生は計画通りにいかない」という思いを込めて付けられたものである。
髪を赤く染めて剃り込みを入れており、瞼にもピアスを付けているなど、露伴はその外見を「チンピラのようだ」と評し、おしゃべりな性格やなれなれしい態度についても仗助や億泰に通ずるムカつき具合と酷評しているが、彼の漫画に対しては「架空の文明、架空の歴史を描いているにもかかわらず、そこには非常に綿密なリアリティが練り込まれている」「常に<理屈>が骨になって通っている印象を感じる」と高く評価している。
漫画に必要なリアリティを求めて「カフェ ドゥ・マゴ」を訪れた際に偶然露伴と出会い、新しい担当編集者から渡された禁止用語のリストにあった「くしゃがら」という単語、そしてそれについてどれだけ調べても情報を得られなかったことを露伴に語り、情報提供の協力を取り付ける。
その後も「くしゃがら」やその禁止理由について調べ続けるが何もわからず、知識欲が満たされないことによるストレスから露伴と再会した時には別人のように憔悴しきっており、それでも何かに取り憑かれたように「くしゃがら」について知ろうとし続け、最終的には喉の奥にいる何者かが「くしゃがら」という単語を会話に割り込ませるように発するようになるが、異変に気付いた露伴によって約1か月間の記憶を消されたことで正気を取り戻した。
事件後に露伴が編集部に問い合わせた結果、十五は新しい担当編集者とはまだ会っておらず、担当編集者が禁止用語のリストを漫画家に手渡すこともないということが判明したため、十五に禁止用語のリストを渡し、「くしゃがら」の存在を教えた人物が何者だったのかは不明である。
用語
くしゃがら
志士十五が新しい担当編集者から渡された禁止用語のリストにあった謎の単語。その意味や禁止理由については一切不明で、この単語に興味をもった人間はそれについて知ろうとするあまり次第に他のことが手につかなくなっていく。
単純に意味が不明なだけの単語というわけではないらしく、末期症状のような状態だった十五は喉の奥に現れた何かが会話に割り込むように「くしゃがら」という単語を発し、ヘブンズ・ドアーによって本にすると人生の体験の中に袋とじのようなものが生じており、その中にいる何かが封を破って外に出ようとしていた。また、禁止用語の「禁止されているから使えない」という単純だが強力な理屈により、ヘブンズ・ドアーで本に変わった人間に「くしゃがら」と書き込むこともできない。この単語についての情報がどこにも無いのもこれによるものだと、露伴は推測している。また、露伴はこの単語について、それ自体に意味はなく、人の好奇心を刺激することでそれについて調べる者の口から病原体や寄生虫のように伝播していくことを目的とした存在ではないかとの仮説を立てており、言霊だった存在が、時代と共に文字などの『情報』という形で変異したものだと推測している。
なお、物語で使われている「くしゃがら」という単語は書くことができない実際の禁止用語の代用語という設定となっている。

### Blackstar.
『ウルトラジャンプ』2017年8月号に掲載された、吉上亮による短編作品。
あらすじ
一週間前にとある財団の代理人を名乗る男性から仕事を依頼された露伴は、カフェでその男性と接触する。
エージェント・ガブリエルと名乗るその男性はある人物の肖像画を50万ドルで描いてほしいと述べ、露伴はその報酬額に戸惑うが、彼から「スパゲッティ・マン」という名前を聞くとこれを快諾する。それは露伴がスパゲッティ・マンと遭遇し唯一生還を果たしていたためであり、露伴はその時の体験をガブリエルの前で話し出す。
登場人物
岸辺 露伴（きしべ ろはん）
杜王町に住む人気漫画家。エージェント・ガブリエルから「あなたにしか描くことができない」としてスパゲッティ・マンの肖像画の作成を依頼される。
過去に露伴は自身が撮った写真にスパゲッティ・マンが写っているのを発見しており、その正体に興味を持ったことから次の長期連載の取材期間を使って取材を行うが既に自身もスパゲッティ・マンの標的となっており、姿を現したスパゲッティ・マンの胸の穴に吸い込まれそうになるが、吸い込まれそうになる寸前にヘブンズ・ドアーで「岸辺露伴を認識できなくなる」と書き込んだ事で何とか生還を果たす。
その時の話を終え、ガブリエルが素性を明かした後は金銭の代わりに彼に関する情報を要求し、その際にガブリエルからこれ以上の接触は控えるよう警告を受けるが、露伴は描くべきと決めたものは何があっても描くべきだと述べて従わず、その後も自分を認識できないスパゲッティ・マンのスケッチを描こうとしていた。
エージェント・ガブリエル
とある財団の代理人としてアメリカから訪れた屈強な体格の白人男性。露伴に対しスパゲッティ・マンの肖像画の作成を50万ドルで依頼する。
その際に露伴からスパゲッティ・マンとの遭遇時のエピソードを聞くとそれが事実であると確信し、自分がスピードワゴン財団超常現象対策部門の人間であることを明かして「スパゲッティ・マン」に関する情報を得るために接触し、その一環として肖像画の作成を依頼した事を明かす。
スパゲッティ・マン
都市伝説としてその存在が語られる、場所や時代を問わず同じ風貌で写真に写り込み、実際に遭遇した者は行方不明になるという謎の男。確実なものだけでも3人の人間がその被害に遭っており、その中には複数人いたとする目撃例もある。その呼び名は遭遇者の失踪現場にまるでスパゲッティのように引き延ばされ、奇妙な形にねじれた遺留品が落ちていたことに由来する。
風貌は一様にくたびれたスーツと帽子を身に着け、顔はぼさぼさの眉とぎょろっとした大きな目、口は笑っているかのように半開きであり、露伴はベニチオ・デル・トロを少し崩した感じがしないでもないと評している。
写真に写る自身の存在に気付いた者を標的とし、少しずつ相手との距離を縮めながら出現するようになり、最終的には胸に空いた黒い穴から相手を吸い込んでしまう。この穴は小型のブラックホールのようなもので、吸い込まれるものはスパゲッティ化現象によって細長く変形していく。標的が抵抗した場合には別の時空から同じ姿をした別個体が無数に現れ、ブラックホールの吸引力を強めるので逃れることはできない。
その正体についてガブリエルは、超弦理論を想定するために必要とされる10高次元時空に存在する何者かが3次元の人間に接触し連れ去るための、いわば疑似餌や釣り糸のような存在ではないかとしているが、そのようなことをする理由については明らかになっていない。

### 血栞塗
『ウルトラジャンプ』2018年1月号に掲載された、宮本深礼による短編作品。タイトルの読みは「ちしおりみどろ」。
あらすじ
フグ毒による中毒について調べていた露伴はS市の図書館を訪れ、司書に稀覯本の『河豚食の誘い』を閉架書庫から出すように依頼する。
図書館に人影は少なく、司書によると見つけると不幸になるという「真っ赤な栞」がここの本に挟まっているという噂が立ったことで人が来なくなったという。
露伴はその話に興味を持ち、司書が閉架書庫に本を取りに行った間に栞を探し始めるが、児童コーナーでそこにあるはずのない『河豚食の誘い』を見つけ、その中のあるページを開いた際に「真っ赤な栞」を発見する。
登場人物
岸辺 露伴（きしべ ろはん）
杜王町に住む人気漫画家。フグ毒に関してリアリティのある情報を求め、中毒した際の症状を挑戦者自身が記した記録が書かれている本『河豚食の誘い』を目当てにS市の図書館を訪れ、そこで見つけると不幸になるという「真っ赤な栞」の噂を知る。
司書の女性
図書館の司書を務める若い女性。服装はだらしなく、適当な性格。
露伴の依頼で『河豚食の誘い』を閉架書庫まで取りに行かされるが、露伴が児童コーナーで『河豚食の誘い』を発見したのとほぼ同時に見つからなかったと報告しに戻って来る。
制止していたにもかかわらず露伴が『河豚食の誘い』のくっつき合ったページを開き、真っ赤な栞を見つけて実際に不幸に見舞われると、露伴にフグ毒で死んだ子供の例えを出して好奇心は時として命を奪う事もあると説明し、自らを「好奇心の赴くままに人の興味が至る果て…全てを知り尽くした存在」と称し、新たに「好奇心によって殺されそうになっている漫画家は、助かるために好奇心を捨てることができるのか」を知りたくなったと露伴に語る。
ヘブンズ・ドアーで本にされた彼女の人生の体験からは寛永の大飢饉で生き延びるために様々な物を口にし、食べる目的が次第に好奇心を満たす事へと変わると今度は食人や人間の解剖にまで手を出すようになっていった記録が残されており、その先のページからは露伴の真意を確かめるかのように大量の真っ赤な栞が零れ出してそれ以上読み進めることを牽制したが、露伴が彼女の問いにNoと答え意を決してページを開くと、答えを知り好奇心が満たされた事に満足したのかその瞬間に姿を消した。
露伴は彼女を「好奇心の権化」と評するもその正体については最後までわからないままだったが、彼女が次に「好奇心に殺されそうになっても好奇心を捨てられなかった漫画家は、どうすれば好奇心を捨てるのか」という問いの答えを求めて必ず接触してくると予想し、その時こそ読めなかった記憶に目を通してその正体を確かめようと意気込んでいた。
用語
河豚食の誘い
明治中期に書かれたフグ料理に関する書籍。単なる料理本ではなく、フグの禁食令が敷かれていた時代に命懸けでフグを食していた武士たちの話や、中毒するリスクを負いながら安全な調理法を模索した挑戦者たちの記録などといったフグ料理の歴史をまとめたもので、中毒した際の症状についても詳細に記されているという。
再版されていない稀覯本であり、杜王町の図書館にも所蔵されてなかったことから露伴はわざわざS市の図書館までこの本を探しに来ている。
真っ赤な栞
S市の図書館にまつわる噂話で、図書館の蔵書に真っ赤な栞が挟まっており、それを見つけた者は不幸になるという。
司書によれば最近はその噂のせいで図書館の来館者も減っているというが、関心を持った露伴はそれを探そうとし、探していた『河豚食の誘い』のくっつき合ったページを好奇心で開いた際にその中から発見する。
外見は噂通り赤一色で表面に錆のようなブツブツがあり、すり切れたワインレッドの飾り紐が付けられている。不幸になるという噂も本物で、露伴も手に入れてすぐに立て続けに不幸に見舞われている上、素材を確かめようと栞の端をちぎろうとした際には親指の爪を剥がしている。
本性を現した司書によれば栞はそこで読むのをやめた証で赤い色はそれ以上進むなという警告であるとし、彼女は露伴の目の前で二枚目の栞を出し、ヘブンズ・ドアーで本にされた彼女の内部にも大量の栞が挟まっていた。
司書が姿を消した際には栞も全て消えており、ほとんど人がいなかったはずの図書館もいつものように人で賑わっていたため、栞やそれにまつわる一連の出来事は彼女が好奇心を満たすために仕組んだことではないかと露伴は推測している。

### 検閲方程式
『ウルトラジャンプ』2017年9月号に掲載された、維羽裕介による短編作品。
あらすじ
集英社から未知との遭遇をテーマとした短編の執筆を依頼された露伴は、宇宙人について調べるために杜王町の近くにある大学の図書館を訪れる。
露伴のファンであった館長のはからいで大学院生の近森優斗が資料探しの補助をすることになったが、集められた資料とともに机に置かれていた近森のノートに露伴は興味を持ち、その中から一部が破り取られた数式の書かれたページを発見する。
これについて露伴が近森に尋ねると近森は奇妙な反応をした後で、それが別次元に干渉するための数式の断片で、それに挑んでいた彼の恋人は解いている最中に意識不明となってしまったという。
その原因がこの数式にあると考えた近森は数式を解こうとするが数式が不完全な状態ではそれもかなわず、彼女に残された時間もわずかであることから少しでも手掛かりを得るためにこの話を短編に使ってほしいと露伴に訴える。
露伴は彼の話に好奇心を刺激され、真相を探るために近森の恋人が入院する病院へと足を運んだ。
登場人物
岸辺 露伴（きしべ ろはん）
杜王町に住む人気漫画家。未知との遭遇をテーマとした短編の資料集めのために杜王町の近くの大学図書館を訪れ、偶然から別次元に干渉できるとされる数式の存在を知る。
近森 優斗（ちかもり ゆうと）
神祇院大学の大学院生で、理学部数学科所属。夏季休暇の期間に図書館の利用案内やサービスカウンターの業務補助を行っており、図書館に露伴が訪れた際には館長の指示で彼の資料集めの手伝いをしていた。
恋人が意識不明となった事の手掛かりとみられる「別次元に干渉するための数式」の解明を行っており、彼女がもう長くない状態であることから露伴にも漫画を通しての協力を依頼する。
近森の恋人
近森の恋人。約3年前に別次元に干渉するための方程式を解いている最中に倒れ、その後も意識不明のままとなっている。
露伴がヘブンズ・ドアーで読んだ彼女の記憶によると、3年前の大学3年の時、旧図書館でこの大学に在籍していた物理学者による別次元に干渉するためのアイデアが記された手記を発見し、そのアイデアをもとに数式を組み立て、2年かけてそれを解き明かす事に成功する。
しかし、それが原因とみられる身体の異変に気付いた彼女は数式をこの世から抹消しようとし、タイムリミットとみられる数秒の間に計算に使ったノートのページを破って飲み込むことで何とか目的を果たす事に成功している。
事件後、真相を知った露伴が彼女の記憶から数式に関する部分を破り取り、それによって意識を取り戻した模様。
用語
別次元に干渉するための数式
近森の恋人が大学で発見した物理学者の手記をヒントに組み立てた方程式。もし解くことができれば別次元に干渉できるとされる。
近森の恋人の記憶によれば、解くための定数を求める演算をコンピューターにやらせようとするといつまでも終わらなかったり、解こうとすると背後から視線を感じる、数式の解説を動画として残そうとすると、動画には様々な言語で警告を発する自分の姿しか映っていなかったりするなど、数式を解く過程で不可解な現象がいくつも起きている。
それでも彼女は2年にわたる計算の末に定数と解を導き出すことに成功するが、周囲の文字や自身の思考が次々と数字に変化していく現象に見舞われ、それらの数字が一斉にカウントダウンを始めて0になったと同時に意識を失ってしまう。
彼女の記憶を読んで数式の解を知った露伴も同じ現象に遭遇したが、事前に「解を知ったら10分後に忘れる」と書き込んでいた事で難を逃れた。
露伴はこの数式にまつわる一連の出来事について、数式を解くことで得られる物理法則が現在の人間には制御できないものであるため、何者かが検閲を行っているのではないかと推測している。

### オカミサマ
北國ばらっどによる書きおろしの短編作品。
あらすじ
税理士事務所を訪れた露伴は、税理士の坂ノ上誠子に金の使い方の件で説教をされる。特に彼女の癇に障っていたのは「妖怪伝説の取材のためだけに山を6つ買い、破産した」という話であり、まるで反省の見えない態度にキレた彼女の相手を露伴がしていると、宛名欄に「オカミサマ」と書かれた領収書が落ちているのを発見する。露伴がそれについて尋ねると彼女はその「オカミサマ」とその効果について話し始めるが、彼女に別の客からの電話がかかってきたため、話を最後まで聞くことができなかった。
彼女の語った「領収書の相手先を「オカミサマ」と書いてもらうと、その分の「お金を払わないといけない」という事実が消える。」という効果に興味を持った露伴は、出演したファンイベントの帰りにそれを実際に試そうとする。
登場人物
岸辺 露伴（きしべ ろはん）
杜王町に住む人気漫画家。坂ノ上誠子の事務所で知った「オカミサマ」を面白半分で試し、それが起こす怪異に翻弄される。
坂ノ上 誠子（さかのうえ せいこ）
露伴の顧問税理士。杜王町の外れの住宅街に事務所を構え、公認会計士や行政書士の資格も有している。
自身が才能を認めた人間の依頼のみを受け、非凡な才能の持ち主が金銭のトラブルで埋もれたり、破滅しないように守る事を使命にしているのだが、『六壁坂』の一件のように漫画を描くためなら儲けと釣り合わない出費すら厭わない露伴の金銭感覚に手を焼いている。
普段は落ち着いた口調で話すが、キレやすい性格でキレると言葉遣いが露骨に汚くなり、ボールペンなどを壁に刺さるほどの勢いで投げつけ、安物のボールペンを投げるためだけに大量に用意している。
事務所で偶然「オカミサマ」と書かれた領収書を見つけた露伴にオカミサマに関する情報を教え、説明を最後まで聞かないまま試してしまい破滅しそうになった露伴から連絡を受けると呆れながらも打開策を教える。
事件後は露伴に相談料として50万円を請求し、今回の事件と併せて露伴に出費を抑えようとする意識を植え付けた。
タクシーの運転手
オカミサマの取り立てを受けた露伴が逃げるために利用したタクシーの運転手。タクシーに乗った露伴に浮気が原因で数十万の慰謝料を払う羽目になった事を語り、「できるだけ遠くへ」と行き先を指示された事をこれ幸いとして運賃目当てで高速に乗って長距離移動しようとし、更に露伴がオカミサマの領収書を破こうとして負傷した際にはシートの清掃料として5万円を請求し、結果的に露伴を更なる窮地に追いやる。
だが、露伴の指示でサービスエリアに車を止めた後、ヘブンズ・ドアーによる命令で露伴に暴行を加えてしまい、露伴から示談金としてオカミサマからの負債の肩代わりを求められると罪悪感からそれを了承する。
その後はオカミサマによる帳尻合わせにより露伴を殴った記憶を失い、そのまま露伴をサービスエリアに残していった。
用語
オカミサマ
税理士のような金を扱う職業のうち、一握りの人間だけが知る裏ワザのような手法。領収書の相手先を「オカミサマ」と書いてもらうと、その分の「お金を払わないといけない」という事実が消える。
当然ながら無料になるという訳ではなく、後からコガネムシのような色をした小さい赤ん坊の姿をしたオカミサマが現れて使った分の取り立てを行う。
使った分の金の返済期日は使用当日であり、手数料として使った金額の3割が上乗せされるほか、清算が済むまでは使用者の意思とは無関係に使用者の支払いを全て肩代わりし、次々と領収書に追加していく。返済が済むと領収書の宛名からオカミサマの名が消え、金額欄も0になる。
使用者に返済するあてがない場合、金の代わりに使用者の「生きた時間」を1円につき1日徴収する。「生きた時間」を奪われた者は若返っていき、全て奪われるとこの世から消滅する。そして「生きた時間」でも返しきれなかった場合でも負債は消えず、今度は親族などの関係者から取り立てを行う。また、オカミサマの領収書は使用者の過去と未来を記したものであるため、領収書を破ろうとしたりすると、そのダメージは全て使用者にはね返る。
金や時間以外の支払い方法として「現金を手に入れる未来」で返済する事も可能。作中で出た例でいえば、露伴が漫画を描き、10万の原稿料を受け取る契約を出版社と取り付けていた場合、それをオカミサマに差し出すことで10万円分の負債を消せるが、帳尻合わせにより漫画がボツにされるなどしてその仕事での10万円は手に入らなくなり、その時書いたネタで金を儲ける事も絶対にできなくなる。

## 『岸辺露伴は戯れない』収録作品

### 幸福の箱
『ウルトラジャンプ』2017年8月号に掲載された、北國ばらっどによる短編作品。
あらすじ
露伴は付き合いのある古物商の五山一京に「<奇妙>な品を見せたい」という名目で彼の自宅まで呼び出された。彼は中に幸福が詰まっていると伝わる『幸福の箱』という品が入った風呂敷包みを露伴の目の前に置くと、話もそこそこに部屋を後にする。
露伴はその自分勝手な行動に憤り、五山に何か企みがあり自分を利用しようとしている事を察したのでその品に手を出さず帰る事にしたが、その際に風呂敷包みの中身が崩れ、自然にほどけた風呂敷の中から無数の陶器の破片のようなものが姿を現した。
露伴は五山の策略にハマってしまった事に苛立ちを見せながらも、それがパズルであり、スタンド使いのような特別な才能を持つ人間にしか組み立てる事の出来ない品である事を理解すると、好奇心からその箱を組み立て始める。
登場人物
岸辺 露伴（きしべ ろはん）
杜王町に住む人気漫画家。古物商の五山一京に呼び出されて『幸福の箱』という品を紹介され、なりゆきで破片の状態だったその品を完成させようとする。
五山 一京（ござん いっけい）
露伴と付き合いのある古物商。食えない性格で「友達付き合いはしたくない」と言われるタイプと露伴は評しており、取引においては言葉巧みに露伴を出し抜き大金をむしり取ろうとするので良い印象を持っておらず、対策としてヘブンズ・ドアーで「岸辺露伴の質問には必ず答える」と彼に書き込むほど信用していないが、目利きとしての腕と仕事にかけるプライドは本物で、安物や贋作をつかませる事は決してしない点だけは高く評価している。
また、かなりの愛妻家であり露伴の前でものろけていたが、彼女の愛情についていけない部分もあり、「このままではふたりともダメになってしまう」と憂う一面も見せている。
露伴を自宅に呼び出して『幸福の箱』なる品を風呂敷で包んだ状態で露伴に紹介すると彼を置き去りにして部屋を離れ、好奇心で風呂敷の中を見た露伴が箱の破片を組み立て始めることを見越して彼の紅茶に遅効性の睡眠薬を盛り、露伴が箱の大部分が組み立てた所で意識を失うと部屋に戻ってきて残りを組み立て、完成した箱の中にあるという幸福を手にしようとしていた。
しかしそれは千波の策略であり、彼は箱を完成させた事で箱の中に閉じ込められてしまうが、もともと彼は千波との結婚生活における悩みを排し、新婚当初のような幸福な日々を取り戻すために『幸福の箱』の幸福を求めていたため、箱に閉じ込められた後はその中で笑顔の妻と暮らす幸福な夢を見続ける事になった。
五山 千波（ござん ちなみ）
一京の妻。一京に協力し、露伴を利用して『幸福の箱』を一京の手で完成させようとする。
夫の一京とは相思相愛の仲であり、露伴の前でも彼に付き従う貞淑な妻として振舞っていたが、その本性は夫への愛が強すぎるがゆえに彼を束縛し、仕事での外出はおろか母親の見舞いで彼女と離れる事にすらヒステリーを起こす異常な性格の持ち主であり、一京に協力していたのも箱の特性を知り、彼を箱に閉じ込めてずっと自分の手元に置いておく為であった。
計画が成功すると、露伴に全てを話した上で家にある骨董品をお礼として差し出そうとするが、彼女に嫌悪感を抱いた露伴が一京から箱の中の様子を聞き出したことにより、彼が箱の見せる夢の中の自分に愛情を向けている事を知ると嫉妬から半狂乱になっていた。
用語
幸福の箱
五山一京が露伴に紹介した、中に幸福が詰まっているとされる箱の破片。パズルのように組み立てる事で本来の形になるが、露伴の見立てによるとそれぞれの破片にはスタンド使いがお互いに惹かれ合うような不可視の法則・見えない設計図が存在し、人を選ぶパズルであるという。
元々は千波の家系に伝わっていたもので、千波によれば中を覗いたものに者に幸せな夢を見せ、魂と身体を閉じ込めてしまうという。そして一度蓋をして完成してしまうと内からも外からも決して開く事ができないが、かつてその箱を危険視した特別な人間によって砕かれてしまったとされる。

### 夕柳台
『ウルトラジャンプ』2017年9月号に掲載された、宮本深礼による短編作品。
あらすじ
次回の読み切り作品を描く上で必要なリアリティを求めて公園で遊ぶ子供たちのスケッチを行っていた露伴は、そこで会った親子からかつて住んでいた住宅地の夕柳台で遭遇した怪事件の情報を聞かされる。
その直後に露伴は子供に行った意地悪が原因で防犯ブザーを鳴らされその場から逃げ去るが、逃げて辿り着いた先が偶然にもその夕柳台であった事から、漫画に必要なリアリティを得るために親子から聞いた事件の真相について取材を開始する。
登場人物
岸辺 露伴（きしべ ろはん）
杜王町に住む人気漫画家。子供をスケッチするために公園を訪れ、そこで出会った親子から聞いた夕柳台の怪異について取材を行う。
ケンちゃん
露伴が公園で出会った少年で、本名は不明。勝手に露伴のスケッチブックを覗き見ていたため露伴に詰め寄られるが、そばにいた母親が「以前住んでいた夕柳台で「にたにた笑う黒猿」と呼ぶ怪物に襲われ、ショックで口がきけなくなってしまっている」という事情を露伴に説明し、興味を持った露伴に頼まれてその猿の絵をスケッチブックに描いた。
夕柳台の老人達
夕柳台に住む老人達。リーダー格の老人は頭に無数のあざがある事から、露伴は「世界地図の老爺」とあだ名をつけた。
夕柳台の環境の良さに心酔しており、土地の外に住む人間を「下側の人間」と呼んで見下している。
彼らによれば昔は子供の騒ぐ声などの騒音に悩まされていたそうだが、仏壇や神棚、地蔵や神社、知らない人間の墓にまで毎日祈りを捧げた結果、念願の静かな暮らしを手に入れる。その一方で騒音を出すものが勝手に壊れたり、この土地から去っているのも知っているが、自分たちの事しか頭にないため気にするどころかそれを「夕柳台の良さ」と称賛している。
しかし、その利己的な態度に不快感を覚えた露伴にヘブンズ・ドアーで「常に大声で喋る」と書き込まれたことで、自分達も黒く干涸びた老人に襲われるようになる。襲われた後は露伴に救急車を呼んでほしいと泣きつくが、露伴は救急車が黒く干涸びた老人から攻撃を受けないように夕柳台の坂の下に呼び、老人達には自分でそこまで行くように促した。
黒く干涸びた老人
夕柳台の静寂を守る存在。手足が異様に長く、皮膚はどす黒く変色してところどころ腐り落ちており、顔からは耳・鼻・眼球が欠落し、でたらめな方向に生えたらんぐい歯の口でにやにやと笑う。ケンちゃんはその姿を「にたにた笑う黒猿」と表現している。
普段は姿が見えず、夕柳台で騒音を出すと姿を現して攻撃を加える。姿を見ることができるのは攻撃対象となった者だけであり、スタンドと違って生身で触れる事もできる。
夕柳台に住む老人達の静かな生活を求める祈りによって現れた存在だが、騒音を出すものを機械的に襲っているだけで老人達に従っている訳ではない。また、攻撃対象となった人間の首を絞めて苦しむ様子を楽しんでいるような描写がある。
用語
夕柳台（ゆうやなぎだい）
杜王町の駅の西側、山手の方にある住宅地。閑静な場所で公園もあるが、騒音を嫌がる老人会の抗議により遊具は撤去され、柳の木だけが茂っている。
そこに住む老人たちによれば昔はよその住宅地と変わらない騒がしい住宅地だったそうだが、ある日をきっかけに子供のいる世帯は次々に引っ越し、騒音を出す動物やバイクなども寄り付かなくなって現在の状態になったという。

### シンメトリー・ルーム
『ウルトラジャンプ』2018年1月号に掲載された、北國ばらっどによる短編作品。
あらすじ
杜王情報通信大学の学長が怪死したという情報を得た露伴は、取材のため大学を訪れる。
そこで新校舎の建築を担当した建築家、土山章平と出会うのだが、彼のシンメトリー（左右対称）以外を認めない美意識やプロ意識の違いに露伴は次第に反感を抱き、それを直接土山にぶつけるが彼はそれに耳を貸さず、「シンメトリーを理解しない手合いにはじっくり見せてやるのが一番早い」として自らの最高傑作であり、学長の死亡現場でもある新校舎5階の多目的ホールに露伴を閉じ込める。
露伴はすぐに脱出を試みるが、そこで学長を殺したとみられる怪異に自らも襲われてしまう。
登場人物
岸辺 露伴（きしべ ろはん）
杜王町に住む人気漫画家。杜王情報通信大学の学生からそこの学長が怪死したという情報を入手し、大学へと取材に向かう。
本作では漫画を描く際にペイントソフトなども試し、その長所や特徴を理解した上で手書きこそ自分にとって最良の手法と判断している事や、体験を漫画に活かす為にアプリの作成を行った事を唐沢の質問に答える形で明かしており、その際に二進数のプログラム言語を習得していた事が今回の事件の打開につながっている。
唐沢 徹（からさわ とおる）
最近露伴の担当となった若い編集者。経験の浅さから最初のうちは打ち合わせで空気を読まない質問をして露伴をいら立たせていたが、仕事の飲み込みは早く、何度か打ち合わせを重ねるうちにスムーズなやりとりができるようになった。
土山 章平（つちやま しょうへい）
杜王情報通信大学の新校舎を設計した天才建築家。数年前にギリシャのとある神殿の完璧なシンメトリーを目にした事をきっかけにシンメトリーを絶対的な美と認識するようになり、その神殿の美術を再現した「シンメトリー建築法」で現在の名声と地位を得ている。建築物のみならず自分の外見もシンメトリーにしており、身体が可能な限りシンメトリーになるように整形手術を受け、筋肉量や疲労、ダメージまで左右均等にするなど、シンメトリーに対する徹底的なこだわりで露伴を絶句させた。
露伴の才能を見抜き、シンメトリーの美や仕事に対する考えを語るが露伴とは意見が合わず、シンメトリーの素晴らしさを理解させようと露伴を自らの最高傑作である新校舎5階の多目的ホールに閉じ込める。
その際「夜になったら迎えに来る」と述べ、宣言通り夜に様子を見に現れるが、ホールを自力で脱出していた露伴に改めて自身の考え方を否定され、さらにヘブンズ・ドアーで記憶を調べられた上で報復として「シンメトリーを美しいと思えなくなる」と書き込まれた。その後については唐沢が「スランプに陥り、自らの建造物に放火をして逮捕された」と露伴との打ち合わせで語っている。
用語
杜王情報通信大学（もりおうじょうほうつうしんだいがく）
杜王町に存在する私立大学。創立からそれなりに歴史を重ねた学校で、就職率も高く、オープンで明るい校風とも相まって生徒数は割と多いと劇中で紹介されている。
最近、学部の増設に伴い新校舎を設けたが、その新校舎で学長が身体の中心線からアジの開きのように左右に割り開かれ、内臓を抜かれた死体で発見されている。この事件は公にされておらず、露伴は生徒の記憶を読む事で情報を知った。
シンメトリー・ルーム
杜王情報通信大学の新校舎の5階に設けられた多目的ホール。土山がかつて見たシンメトリー神殿の建築技法が最も限りなく活かされており、設備や内装はおろか、室内の気流や音響、差し込む光に至るまで全てが完全なシンメトリーになるようにデザインされている。
この部屋はシンメトリーであることが絶対的なルールであり、ホールのシンメトリーを崩したり、それ自体がシンメトリーでないものは後述のシンメトリーの手によって攻撃される。
求められるシンメトリーの水準は滞在時間が長くなるほど厳密になり、最終的には人間の身体に存在するわずかなアシンメトリーすらルール違反と判断されるようになるので、この部屋で普通の人間が生き残る事は不可能であり、土山が自らの身体を徹底的にシンメトリーにしていたのもこの部屋の特性を理解した上でその美観を眺めるためと露伴は推測している。
露伴はこの部屋を「相手にシンメトリーを敬うことを強要して、それができなければ死ぬ神殿」と評し、一切の寛容がなく人間の生まれ持った造形にさえも修正を強いる事やシンメトリーの手の全身像からこの部屋の原型となったという神殿は実は伏魔殿だったのではないかという推測をたてている。
シンメトリーの手
シンメトリー・ルームのシンメトリーを保持する存在。中指を中心にシンメトリーになった手の影で、シンメトリーでないものが部屋に入ったり、ホールのシンメトリーを崩すと攻撃を行い、人間の場合は身体を中心線から割り開いて殺害する。部屋に入ってある程度時間が経過すると手だけでなく全身像で出現するようになり、そちらは頭に山羊や牛のような二本の角が生えた悪魔のような姿をしている。
ヘブンズ・ドアーで本にすることは可能だが、内容は左右対称な形の謎の文字が並んでいて情報を読み取れず、左右非対称な文字を書き込もうとすると攻撃条件を満たしてしまい、ヘブンズ・ドアーを強制解除して襲い掛かるので命令を書き込むことも基本的に不可能。
露伴はこれを「自浄作用」「完成されたデザインが作り出す「保護力」の攻撃」と分析しており、脱出後に土山の記憶を調べて彼自身の能力ではないことを確認している。

### 楽園の落穂
吉上亮による書きおろしの短編作品。
あらすじ
露伴は料理専門雑誌の出版社から仕事の依頼をされ、プレゼンのために杜王町に最近オープンしたカジュアルフレンチのレストランを訪れる。そこで編集者の移季年野から自分の手掛ける雑誌に人気作家によるコラボ漫画を毎月掲載するという企画を聞かされ、その記念すべき第一弾として露伴にグルメ漫画を描いてもらいたいと依頼されるのだが、露伴は作風の違いを理由に難色を示す。
移季はさらに話を続け、露伴の為に伝説の希少品種と称される小麦「楽園の落穂」の栽培地への取材を取り付けている事や、その小麦には食べた者の体質を劇的に変異させる力があり、彼の娘の羊の小麦アレルギーがその小麦によって治る可能性もあるという事を話すと、小麦アレルギーを治す小麦という矛盾した話に露伴は関心を持ち、移季親子と共に彼の友人がいる「楽園の落穂」の栽培地を訪れる。
登場人物
岸辺 露伴（きしべ ろはん）
杜王町に住む人気漫画家。グルメ漫画の執筆を依頼され、そのための題材として移季が用意した「楽園の落穂」の情報に関心を持った事から、移季親子と共にその栽培地へと取材に向かう。
移季 年野（うつろぎ としや）
料理専門雑誌の出版社に勤める雑誌編集者。31歳でバツイチ。丸々と太った巨漢で、体毛の濃さや頭のくせ毛から、露伴は牛が人間の扮装をしているみたいだとその外見を評している。
露伴にグルメ漫画の執筆を依頼し、その一環として伝説の小麦「楽園の落穂」の栽培地への取材を取り付け、娘や露伴とともに親友の屋宜沼のもとを訪れるが、そこで振舞われた「楽園の落穂」のパンや粥を食べた結果、労働力として牛そっくりの姿に変えられてしまう。
楽園の落穂の意思により村人らとともに羊にも「楽園の落穂」を食べさせようとするが、羊の言葉によって「楽園の落穂」の支配から脱し、体内の「楽園の落穂」を吐き出した後二人を露伴と羊を背負って集落を脱出した。
事件後は露伴にかくまわれ、楽園の落穂が身体から排出されると元の姿に戻ってその間の記憶も失ったが、打ち合わせで訪れたレストランで「楽園の落穂」で作ったとされるパンを出されると「なんか、食べてはいけない気がする」と無意識に拒否していた。
移季 羊（うつろぎ よう）
移季年野の娘。小麦アレルギーがあり、父親が毒見して安全だと判断したものしか口にしない。
アレルギーが治る可能性があるという事で父親に連れられ「楽園の落穂」の栽培地を訪れるが、不安から食べることを拒否し、その後牛の姿に変えられた父の言葉に従い意を決して口にしようとするが、自分の意思を取り戻した年野が食べるのをやめるように言ったため結局口にすることはなかった。
事件後はアレルゲン免疫療法を始め、アレルギーを克服しようとしている。
屋宜沼 猩造（やぎぬま しょうぞう）
移季の大学からの親友で、「楽園の落穂」の栽培を行っている人物。かつては農業系の先端企業で遺伝子組み換え作物の研究をしていたが、ある日急にすべてのキャリアを捨てて山奥の土地を開墾し、有志とともに「楽園の落穂」が自生していた時代と同じ生活を送りながら小麦を栽培している。
もともとは移季の娘がアレルギーを発症し、その世話に疲れた妻が彼と離婚したという話を聞いて、親友とその娘を助けようと遺伝子改良でアレルギーの出ない小麦を作成しようとしていた。その過程で現代に蘇らせた超古代種に「楽園の落穂」と命名し、アレルギー改善の可能性を見出すが、その小麦が「自らを食べた者を支配し、繁殖のための奴隷とする」という恐ろしい特性を持つ事に気付いた時にはすでに自分もその支配から逃れられなくなっていた。
村では「楽園の落穂」の家畜と化した人間達を統率する役割となっており、村に誘い出した移季親子を家畜化し、露伴には漫画によって広報活動をさせ、より多くの人間を家畜化しようとしていたが、牛となった移季が自分の意思を取り戻し、露伴がヘブンズ・ドアーで村人を操って畑に火をつけさせた事で「三人を捕らえる」「畑の火を消して小麦を守る」という二つの命令の板挟みとなり、身動きが取れなくなっているうちに三人を取り逃がしてしまう。
その後は村の畑や種子が焼き払われて「楽園の落穂」を口にできなくなった事で正気を取り戻し、同じく支配されていた他の村人たちと共に救助された。
用語
楽園の落穂（らくえんのおちぼ）
味の良さと希少性から現在食品業界で伝説と評されている小麦の品種。一万年以上前に人類が初めて遭遇した小麦の起源種のひとつとされ、一度は絶滅した種だが、屋宜沼猩造が遺伝子改良でこの世に蘇らせ栽培を行っている。
既存のパン小麦とは遺伝系統が異なり、小麦アレルギーを起こさない事に加え、身体に取り込んだ生物はその栄養を余すことなく取り込めるよう体組織が組み替わる効果があり、アレルギー体質自体を改善できるのではないかと屋宜沼は期待を寄せていたが、さらに研究を重ねた結果、この小麦には「自らの支配下に置くために食べた者の肉体や精神を変容させ、自らを繁殖させる奴隷に変えてしまう」という恐ろしい特性がある事が判明する。
この小麦による肉体を変容させる効果は非常に強力で「楽園の落穂」が自らの繁殖のために与えた仕事をこなすのに適した姿に肉体を変化させたり、人間を牛や豚、鶏などの文字通り家畜に変える事も可能。さらに、精神支配も相手の記憶を完全に書き換えるほど強力で、ヘブンズ・ドアーによる命令すらすぐに無効化してしまう。しかし、支配が強力すぎるがゆえに思考が単純化されてしまい、優先事項が複数あると命令がコンフリクトを起こして行動不能になるという欠点も存在する。また、時間経過で体内から「楽園の落穂」が排出されると、肉体や精神に生じていた変化は元に戻る。
屋宜沼が栽培していたものは露伴の活躍で種子も含めて全て焼き払われたが、その一か月後に打ち合わせを行ったレストランで「楽園の落穂」を使ったとされるパンが出されており、これが屋宜沼が栽培していた小麦と同一なのかは不明。

## 書籍情報
- 『岸辺露伴は叫ばない 短編小説集』 ISBN 978-4-087-03455-4 2018年6月19日発売（ジャンプ ジェイ ブックス）
- 『岸辺露伴は戯れない 短編小説集』 ISBN 978-4-08-703457-8 2018年7月19日発売（ジャンプ ジェイ ブックス）
- 『岸辺露伴は倒れない 短編小説集』 ISBN 978-4-08-703529-2 2022年12月19日発売（ジャンプ ジェイ ブックス）
- 『岸辺露伴は嗤わない 短編小説集』 ISBN 978-4-08-703555-1 2024年12月18日発売（ジャンプ ジェイ ブックス）